# Vicky Kaushal
Vicky Kaushal (Mumbai, 16 maggio 1988) è un attore indiano.

## Filmografia parziale
- Luv Shuv Tey Chicken Khurana, regia di Sameer Sharma (2012)
- Bombay Velvet, regia di Anurag Kashyap (2015)
- Tra la terra e il cielo (Masaan), regia di Neeraj Ghaywan (2015)
- Zubaan, regia di Mozez Singh (2015)
- Raman Raghav 2.0, regia di Anurag Kashyap (2016)
- Amore al metro quadro (Love Per Square Foot), regia di Anand Tiwari (2018)
- Raazi, regia di Meghna Gulzar (2018)
- Lust Stories, registi vari (2018)
- Sanju, regia di Rajkumar Hirani (2018)
- Manmarziyaan, regia di Anurag Kashyap (2018)
- Uri: The Surgical Strike, regia di Aditya Dhar (2019)
- Bhoot – Part One: The Haunted Ship, regia di Bhanu Pratap Singh (2020)

## Premi
- National Film Awards
  - 2019: "Best Actor" (Uri: The Surgical Strike)
- Filmfare Awards
  - 2019: "Best Supporting Actor" (Sanju)
- Zee Cine Awards
  - 2016: "Best Male Debut" (Masaan)
  - 2019: "Best Actor in a Supporting Role – Male" (Sanju)
- Screen Awards
  - 2016: "Best Male Debut" (Masaan)
- International Indian Film Academy Awards
  - 2016: "Star Debut of the Year – Male" (Masaan)
  - 2019: "Best Supporting Actor" (Sanju)
- Indian Film Festival of Melbourne
  - 2018: "Best Supporting Performance" (Sanju)